# Пендадактилос
Пендада́ктилос (греч. Πενταδάκτυλος) — гора в горном хребте Кириния (которому даёт название), который тянется вдоль северного побережья острова Кипр, к северо-востоку от города Никосия, на территории округа Кириния, у границы с округами Никосия и Фамагуста, на территории, которая контролируется Турецкой Республикой Северного Кипра. Высота — 740 м над уровнем моря.
Южнее и западнее горы проходит дорога Айос-Эпиктитос — Китрея.
К востоку от горы находится армянский монастырь Сурб Магар, посвящённый преподобному Макарию Александрийскому.
К западу находится гора Буфавендо (954 м), на которой византийцами построена одна из трёх важнейших крепостей острова — Буффавенто.

## Этимология
Топоним происходит от др.-греч. πενταδάκτυλος от πεντα-/πέντε- — «пять» и δάκτυλος — «палец» и переводится как «пять пальцев». Гора получила такое название из-за сходства с ладонью, обращённой на юг.

## Мифология
По легенде характерные черты гора получила от пальцев героя-акрита Дигениса.